# Pleurodasys helgolandicus
Pleurodasys helgolandicus är en djurart som tillhör fylumet bukhårsdjur, och som beskrevs av Adolf Remane 1927. Pleurodasys helgolandicus ingår i släktet Pleurodasys och familjen Lepidodasyidae. Arten är reproducerande i Sverige. Inga underarter finns listade i Catalogue of Life.